# 宣教使
宣教使（せんきょうし）は、日本の明治時代の官庁の一つである。
明治2年7月8日（1869年8月15日）、大教の宣布・宣教を目的として設置され、長官、次官、講義生、史生、判官、主典、宣教使その他の職員が定められた。
同年10月9日、神祇官の所管となった。
明治3年4月5日、正・権の大・中・少宣教使が、正・権の大・中・少博士と改称された。
4月23日、政府は、「宣教使心得書」を定め、皇道主義にもとづく国民教化運動を開始した。
明治5年3月14日、廃止された。
宣教使の官員には国学者や儒学者が採用された。しかしながら、下記の事情で全くと言っていいほど成果が上がらなかった。 
- 神祇官及び宣教使内で宣教の方針・内容・方法を巡って深刻な意見対立があった。学派の対立がそのまま官内の対立に繋がってしまっていた。
- 神祇官及び宣教使の権能や官員数から独自で宣教を行う事は不可能であり、具体的な施策は太政官を通さなければ何も出来ない状態であった。
- 廃藩置県が行われる以前であったため、地方に対する行政執行の能力が神祇官に無かった（藩は半ば独立国状態であった）。